# Homburg (brano musicale)
Homburg (che prende il nome dall'omonimo cappello di feltro, detto anche lobbia) è un brano musicale dei Procol Harum, pubblicato nel loro secondo singolo Homburg/Good Captain Clack dopo A Whiter Shade of Pale/Lime Street Blues. Scritto da Gary Brooker e Keith Reid, raggiunse il quinto posto nelle classifiche britanniche.
Di questo brano musicale sono state realizzate diverse versioni cover: L'ora dell'amore, con il testo in italiano di Daniele Pace ed incisa dai I Camaleonti nell'ottobre del 1967, da Ricky Gianco, da Gianni Nazzaro, dai Bertas e da Joe Dibrutto per l'album Maccaroni soul del 2010 (Irma, IRM 680 CD).